# Kati Wolf
Kati Wolf (sinh ngày 24 tháng 9 năm 1974, Szentendre) là một cựu ca sĩ người Hungary. Kati đại diện Hungary tại Eurovision Song Contest 2011 với ca khúc "What About My Dreams?".

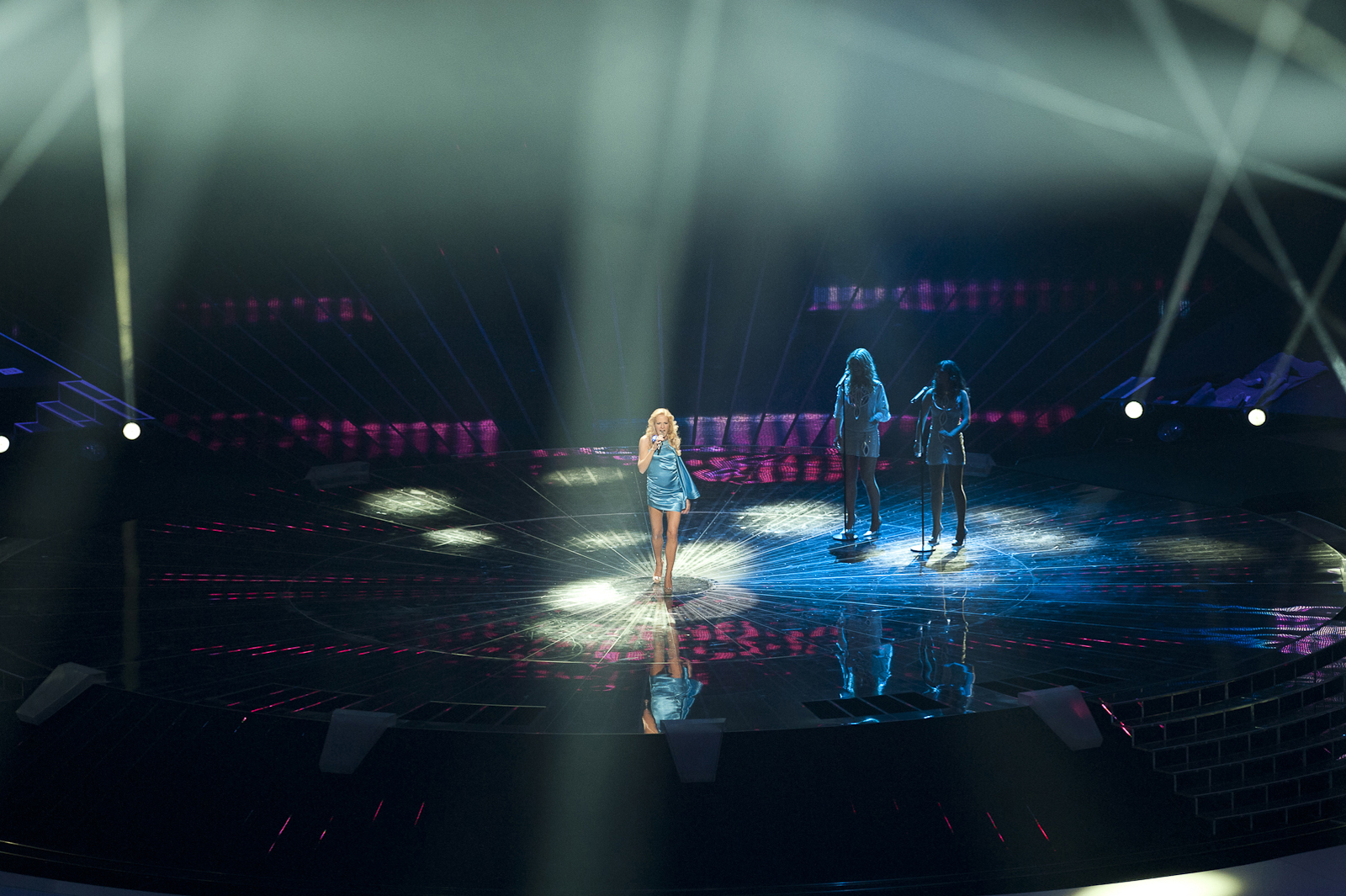
Kati Wolf Eurovision Song Contest 2011

## Tiểu sử
Vào 7 tuổi, Kati đã hát ca khúc chủ đề cho phim hoạt hình nổi tiếng của Hungary Vuk. Ngoài ca hát, cô cũng đã học piano và 
múa jazz. Sau khi tốt nghiệp của cô là giáo viên Solfege - điệp khúc chủ tại Học viện Âm nhạc Hungary, cô đã làm việc với ban 
nhạc nhiều thể loại khác nhau nhưng bước đột phá lớn của cô đến vào năm 2010 như là một chung kết của các phiên bản Hungary 
trong những tài năng hiển thị " X-Faktor ". Năm 2009 ông xuất bản album phòng thu đầu tiên của ông dưới tiêu đề Wolf-áramlat.
Năm 2011, Katie nhận được lời mời từ MTV Hungary tham gia cuộc thi Song Festival. Các bài hát được lựa chọn, 
"What About My Dreams?", và Hungary là một phiên bản tiếng Anh của bài hát "Szerelem, Miért múlsz?"ban 
đầu được phát hành như là duy nhất từ album thứ hai của họ. Lời của bài hát và âm nhạc của chính nó bao gồm Peter Geszti 
Viktor Gergő Rakonczai và Rácz, nhà soạn nhạc Hungary cổ phần khác trong Eurovision Song Contest. Video nhạc chính thức 
của bài hát đã được ghi lại trong tháng 2 năm 2011 tại các địa điểm khác nhau ở Budapest. Sau khi vượt qua bán kết 
đầu tiên (nhận được 72 điểm rằng trái của cô tại 7 địa điểm), Katie tham gia vào trận chung kết, nơi mà ông không thể 
vượt qua được 53 điểm, đánh bại chỉ Tây Ban Nha, Estonia và Thụy Sĩ.
Wolf Kati có một người chồng và hai con. Cha ông đã viết nhiều bài hát cho các ca sĩ ở Hungary.

## Giải thưởng
- Dortmund phát thanh giải Eurovision (2011)
- Vàng - The X đầu tiên - 10 bài hát sống showbiz (2011)

## Discography

### Albums
- Wolf-áramlat (2009)
- Az első X — 10 dal az élő showból (2011)

### Đĩa đơn
- "Vuk dala" (1981)
- "Szerelem, miért múlsz?" (2011)